# ESSEC Business School
ESSEC Business School és una escola de negocis fundada el 1907 a París. Disposa de seus a Cergy, La Défense, Singapur, i Rabat.
Regularment apareix al cap dels rànquings internacionals, com ara el 2016 quan va ser reconeguda pel Financial Times com una de les deu millors escoles pels seus masters «Finance pre-experience» i «Management», així com en altres llistes d'èxit. L'escola imparteix programes de doctorat i màsters en màrqueting, finances, emprenedoria i altres disciplines. Actualment tots ells compten amb la triple acreditació a càrrec dels organismes AMBA, EQUIS i AACSB.